# Yuval Halpert
Yuval Halpert (* 20. September 2000 in Nes Ziona) ist ein israelischer Eishockeyspieler, der seit 2020 beim HC Bat Yam in der Israelischen Eishockeyliga unter Vertrag steht.

## Karriere
Yuval Halpert begann seine Karriere als Eishockeyspieler in seiner Heimatstadt Nes Ziona bei den Dragons Nes Ziona, bei denen er bereits als 15-Jähriger in der israelischen Eishockeyliga debütierte. 2017 wechselte er in die Vereinigten Staaten zu den Point Mallard Ducks aus der dritten Division der North American Hockey League. Anschließend spielte er gut zwei Jahre in der Western States Hockey League bei den Southern Oregon Spartans.  Beim NA3HL-Draft 2020 von den Louisiana Drillers in der vierten Runde als insgesamt 126. Spieler ausgewählt. Ende 2020 kehrte er nach Israel zurück und spielt seither beim HC Bat Yam. Beim GMHL-Draft 2021 wurde er in der 8. Runde als insgesamt 180. Spieler von den Northumberland Stars gezogen.

### International
Im Juniorenalter spielte Halpert bei den U18-Weltmeisterschaften 2016, 2017, als er als bester Spieler seiner Mannschaft ausgezeichnet wurde, und 2018 in der Division III sowie den U20-Weltmeisterschaften 2016, 2017 und 2018 in der Division III und 2019 und 2020 in der Division II.
Mit der israelischen Nationalmannschaft nahm Halpert an der Weltmeisterschaft der Division II 2019, als der Aufstieg von der B- in die A-Gruppe der Division gelang, teil.

## Erfolge und Auszeichnungen
- 2018 Aufstieg in die Division II, Gruppe B, bei der U20-Weltmeisterschaft der Division III
- 2019 Aufstieg in die Division II, Gruppe A, bei der Weltmeisterschaft der Division II, Gruppe B